# Berna
A Berna női név a Bernadett rövidített változata.

## Rokon nevek
Bernadett, Bernadetta, Bernarda, Bernardina, Detti

## Gyakorisága
Az újszülötteknek az 1990-es években nem lehetett anyakönyvezni. A 2000-es és a 2010-es években sem szerepelt a 100 leggyakrabban adott női név között.
A teljes népességre vonatkozóan a Berna sem a 2000-es, sem a 2010-es években nem szerepelt a 100 leggyakrabban viselt női név között.